# Zeppelin LZ 3
O Zeppelin LZ 3 foi um dirigível experimental construído em Friedrichshafen sob a direção de Ferdinand von Zeppelin. Seu primeiro voo foi realizado em 9 de outubro de 1906 e foi mais tarde adquirido pelo Exército alemão e operado como Z I até ser retirado em 1913. Antes de ser adquirido pelo exército, o LZ 3 havia realizado vários voo com muitos passageiros ilustres dentre eles o príncipe Guilherme.

## Design e desenvolvimento
O LZ 3 foi totalmente baseado em seu antecessor o LZ 2. O casco e o formado de sua armação era idêntico em layout e tamanho e os mesmos motores e hélices foram usados, contudo o volume gás de elevação foi aumentado. O LZ 2 havia mostrado severos problemas de elevação, sendo o novo modelo equipado com dois pares biplanos de profundores, um instalado à frente da gondola dianteira e outro na traseira da gondola de trás, e estabilizadores biplanos fixos na parte de trás do casco.
Após os primeiros voo em 1906 outras modificações foram realizadas: a seção triangular da quilha entre as gondolas foi estendida para frente e para trás, os profundores biplanos foram substituídos por dois pares quádruplos montados em cada extremidade da seção cilíndrica do casco e os estabilizadores foram montados entre as pontas dos estabilizadores horizontais.
Depois da destruição do LZ 4 o modelo foi extensamente reconstruído, com adição de uma baia extra aumentando o seu comprimento em 8 metros (26,2 pés) e a capacidade de gás para 12 888 metros cúbicos (455 000 pés cúbicos). Uma grande barbatana vertical foi adicionada acima da popa do casco e novos motores, cada um provendo 105 horses power (78,3 quilowatts), dando uma velocidade máxima de 40 quilômetros por hora (24,9 milhas por hora).